# Première armée générale (Japon)
La première armée générale (第1総軍, Dai-ichi Sōgun) est un groupe d'armées de l'armée impériale japonaise responsable de la défense de l'est et du nord de Honshū, incluant les régions de Kantō et de Tōkai, durant les derniers mois de la Seconde Guerre mondiale.

## Histoire
La première armée générale est établie le 8 avril 1945 avec la division du commandement général de défense entre la première et la deuxième armée générale. Elle est principalement une milice et une garnison, responsable de la sécurité civile, des défenses anti-aériennes, et de l'organisation de cellules de guérilla dans l'attente d'une prochaine invasion américaine du Japon dans l'opération Downfall (opération Ketsugō (決号作戦, Ketsugō sakusen) en japonais). Bien que ses territoires s'étalent sur tout le nord du Japon, sa mission principale est d'assurer la sécurité de la dense population du Kantō où se trouve Tokyo. Ses forces sont majoritairement composées de réservistes et d'étudiants conscrits peu entraînés et faiblement armés ainsi que de membres des corps combattants des citoyens patriotiques. Son effectif de 852 060 hommes à sa création.
La première armée générale reste active plusieurs mois après la capitulation du Japon pour aider à maintenir l'ordre public avant l'arrivée des forces d'occupation américaines et pour superviser la démobilisation finale de l'armée impériale japonaise.

## Commandement

### Commandants
|   | Nom                      | De                | À                 |
| - | ------------------------ | ----------------- | ----------------- |
| 1 | Maréchal Hajime Sugiyama | 7 avril 1945      | 12 septembre 1945 |
| 2 | Général Kenji Doihara    | 14 septembre 1945 | 23 septembre 1945 |
| 3 | Général Yoshijirō Umezu  | 23 septembre 1945 | 1er octobre 1945  |
| 4 | Général Masakazu Kawabe  | 1er octobre 1945  | 30 novembre 1945  |

### Chef d'état-major
|   | Nom                                   | De           | À               |
| - | ------------------------------------- | ------------ | --------------- |
| 1 | Lieutenant-général Einosuke Sudo (ja) | 6 avril 1945 | 30 octobre 1945 |